# Giáo đường Do Thái phố Dózsa György

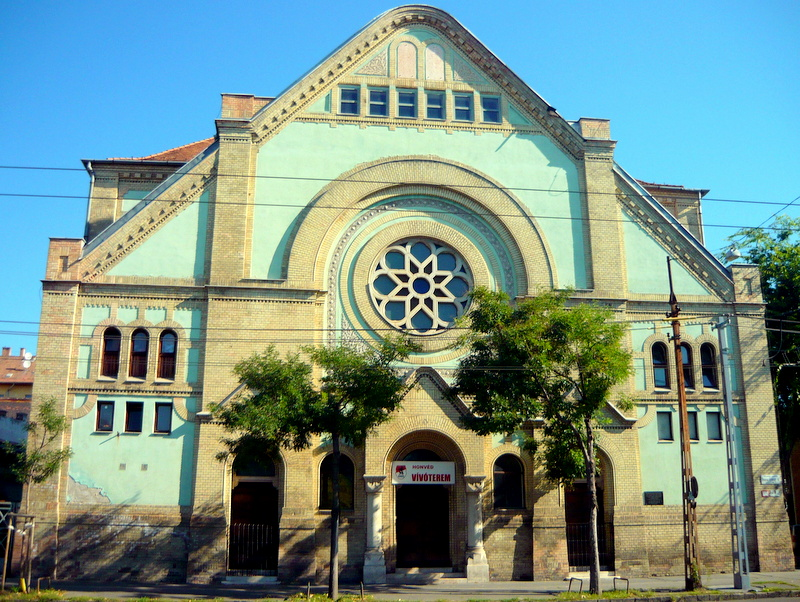

Giáo đường Do Thái ở Phố Dózsa György nằm ở quận XIII, thành phố Budapest, Hungary. Ban đầu tòa nhà được sử dụng trở thành một giáo đường Do Thái phục vụ tín đồ, hiện tại tòa nhà được tổ chức Budapest Honved Fencing Hall sử dụng. Giáo đường Do Thái được chuyển đến một tòa nhà nhỏ hơn. Tòa nhà mới này trước đây được dùng làm một hội trường văn hóa. Đứng đầu giáo đường là Giáo sĩ Peter Deutsch.

## Lịch sử
Giáo đường Do Thái phố Dózsa György được xây dựng để phục vụ những người Do Thái ở phía bắc Pest. Lô đất xây dựng Giáo đường nằm đối diện với nghĩa trang Do Thái cũ. Lô đất này được mua lại vào ngày 27 tháng 2 năm 1907. Giáo đường cũng được bắt đầu xây dựng cùng năm nay theo kế hoạch của Lipót Baumhorn. Giáo đường Do Thái được hoàn thành vào năm 1909. Tiến sĩ Hevesi Simon và Wilheim Joachim đã tổ chức khánh thành giáo đường.
Vào cuối Thế chiến thứ hai, trong giai đoạn năm 1944-45, nơi đây được sử dụng như một trại tập hợp. Sau khi chiến tranh kết thúc, nơi đây một lần nữa trở thành nhà nguyện cho người dân. Tuy nhiên, vào cuối những năm bốn mươi, cộng đồng Do Thái, lúc này đã ít đi do người dân di cư, đã sử dụng một nhà kho trong hội trường văn hóa cũ làm giáo đường.
Tòa nhà sau này đã được trao cho Honvéd Budapest vào năm 1984. Sau quá trình cải tạo và xây dựng lại, nơi đây trở thành nơi hoạt động của hội nhóm quyền anh và đấu kiếm.

## Tòa nhà
Công trình giáo đường gồm một khu đất trống ở giữa, một tiền sảnh và một điện thờ. Khu đất trung tâm được che bằng một mái vòm hình tròn. Giáo đường có tổng số 800 chỗ ngồi, 406 chỗ ở tầng trệt và số chỗ còn lại ở trên tầng một. Các bức tường bên trong giáo đường được trang trí với các họa tiết hình học màu vàng, xanh, đỏ và nâu.
Sau khi Honvéd tiếp quản tòa nhà, nơi đây đã được cải tạo và thiết kế lại nội thất. Trong quá trình tái thiết sàn nhà, người ta thêm vào các yếu tố mới mà có thể dễ dàng tháo dỡ và không làm hỏng các yếu tố sẵn có của tòa nhà.

## Bộ sưu tập

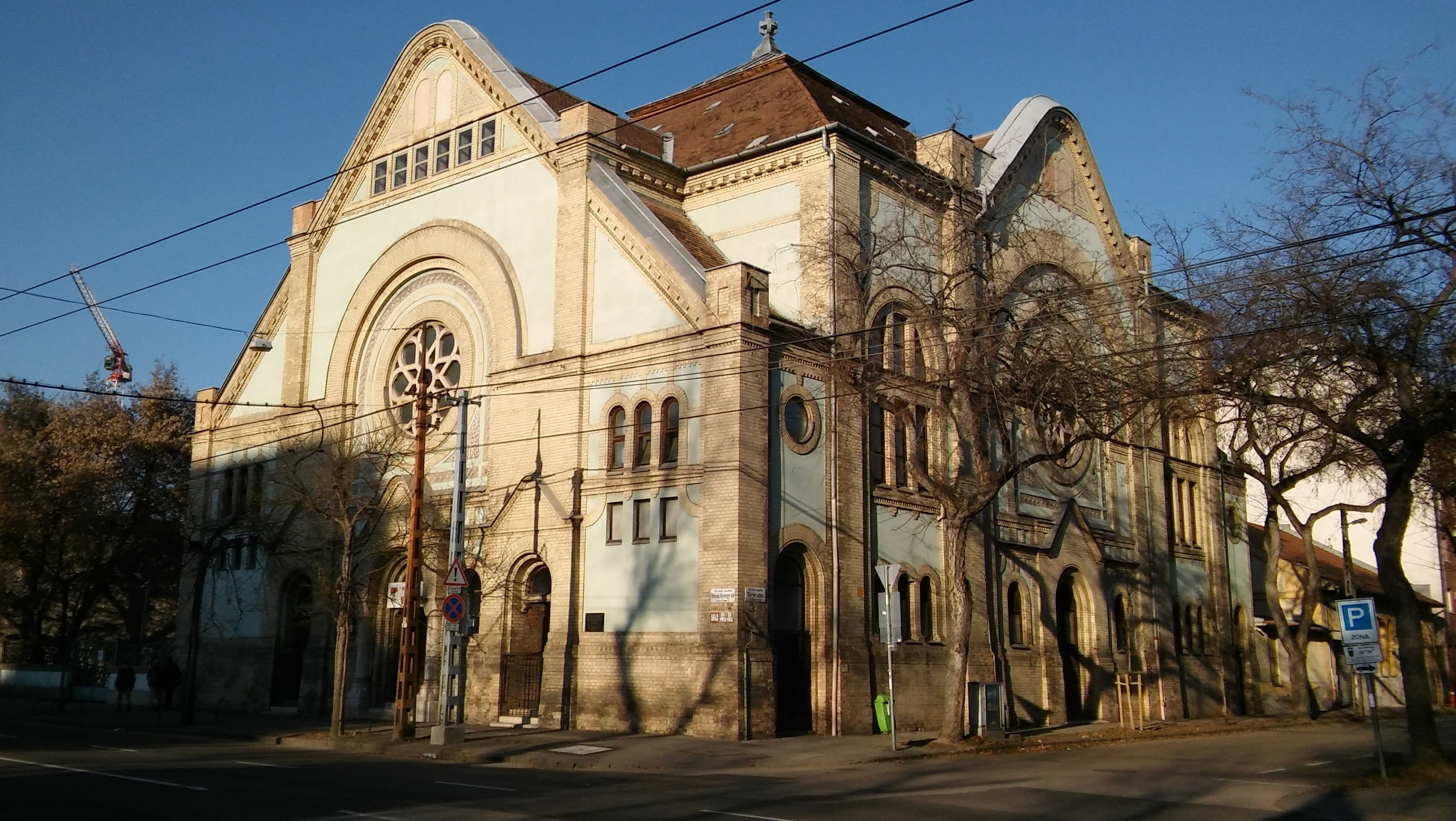
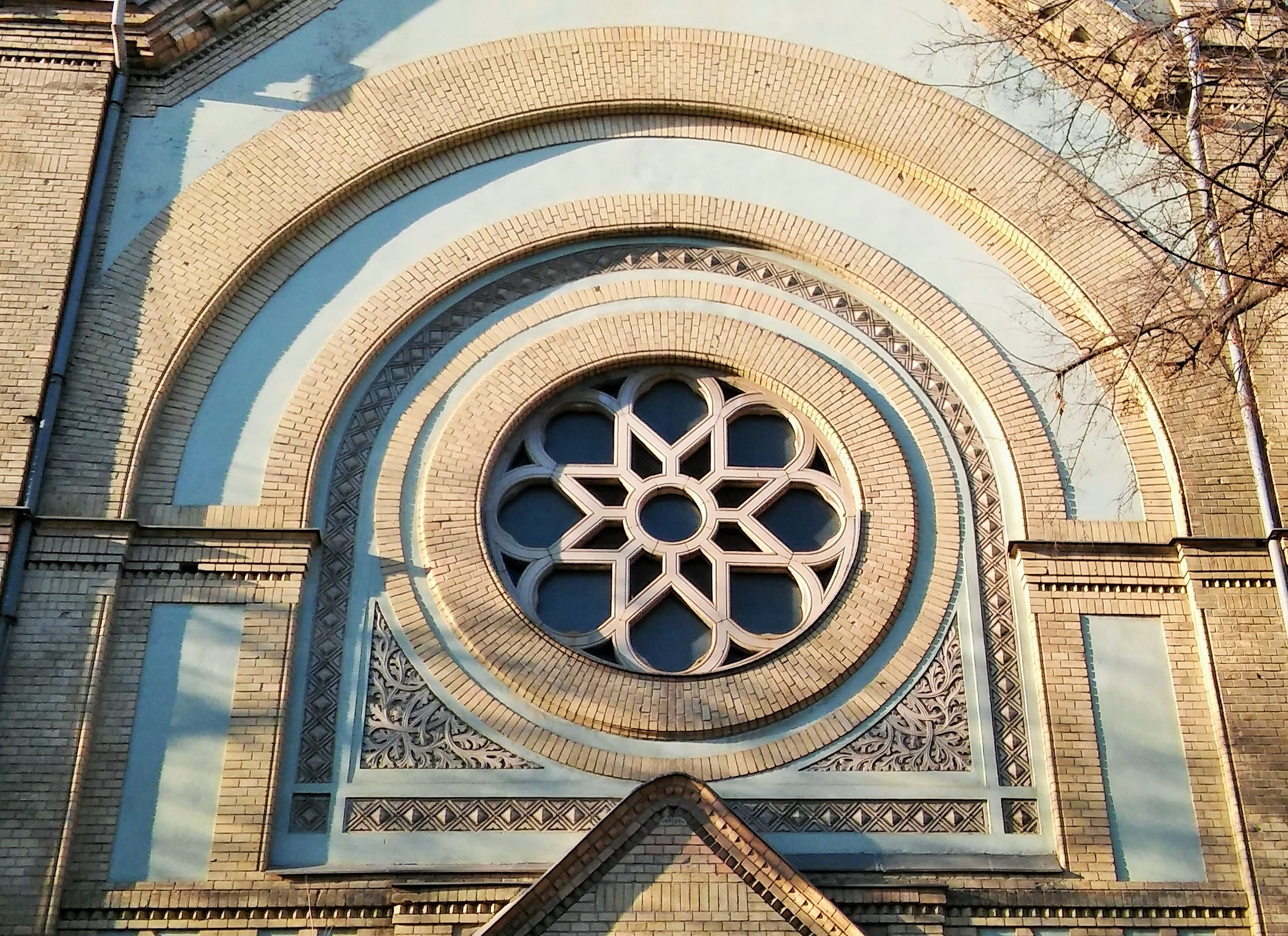
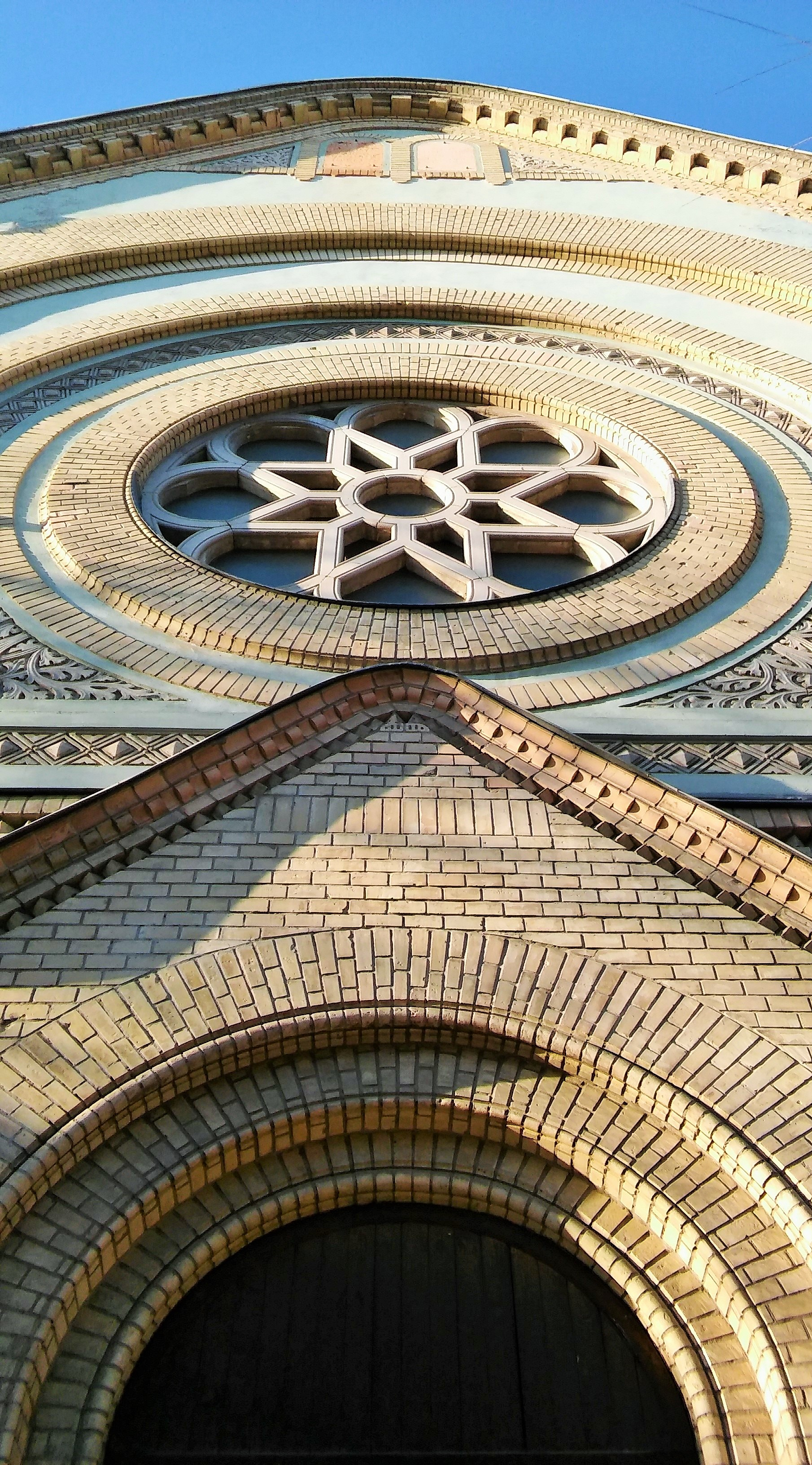
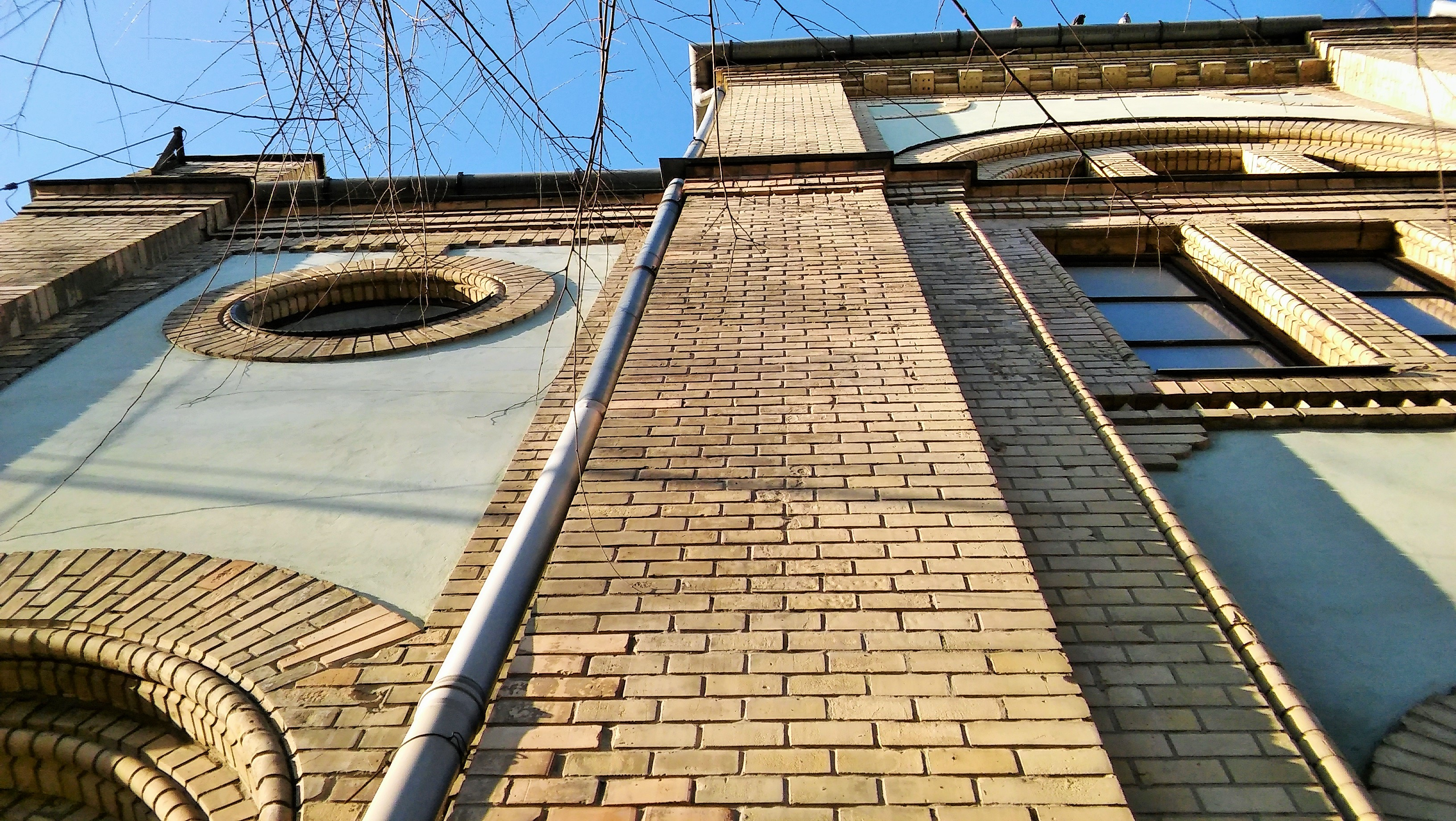
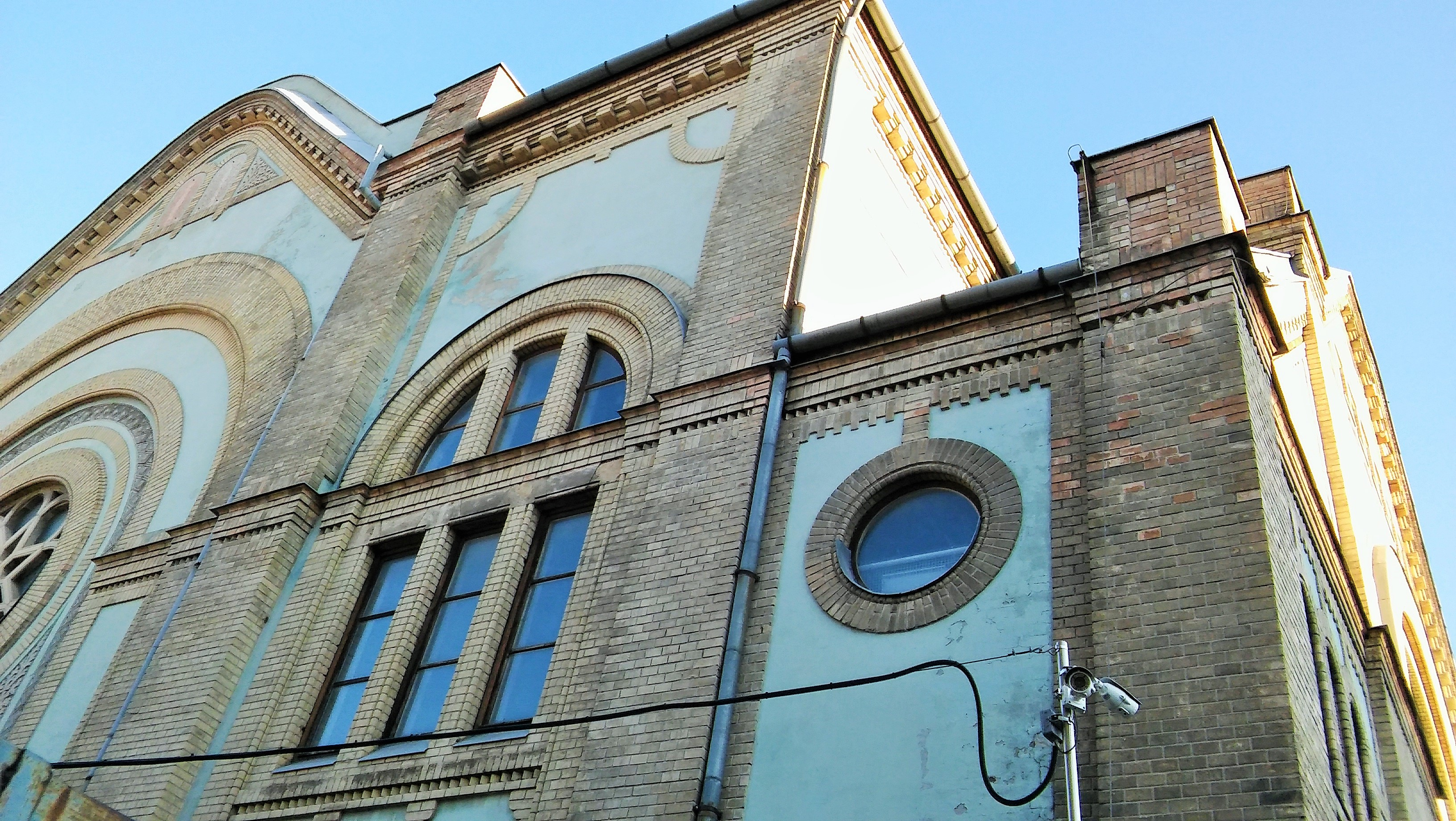
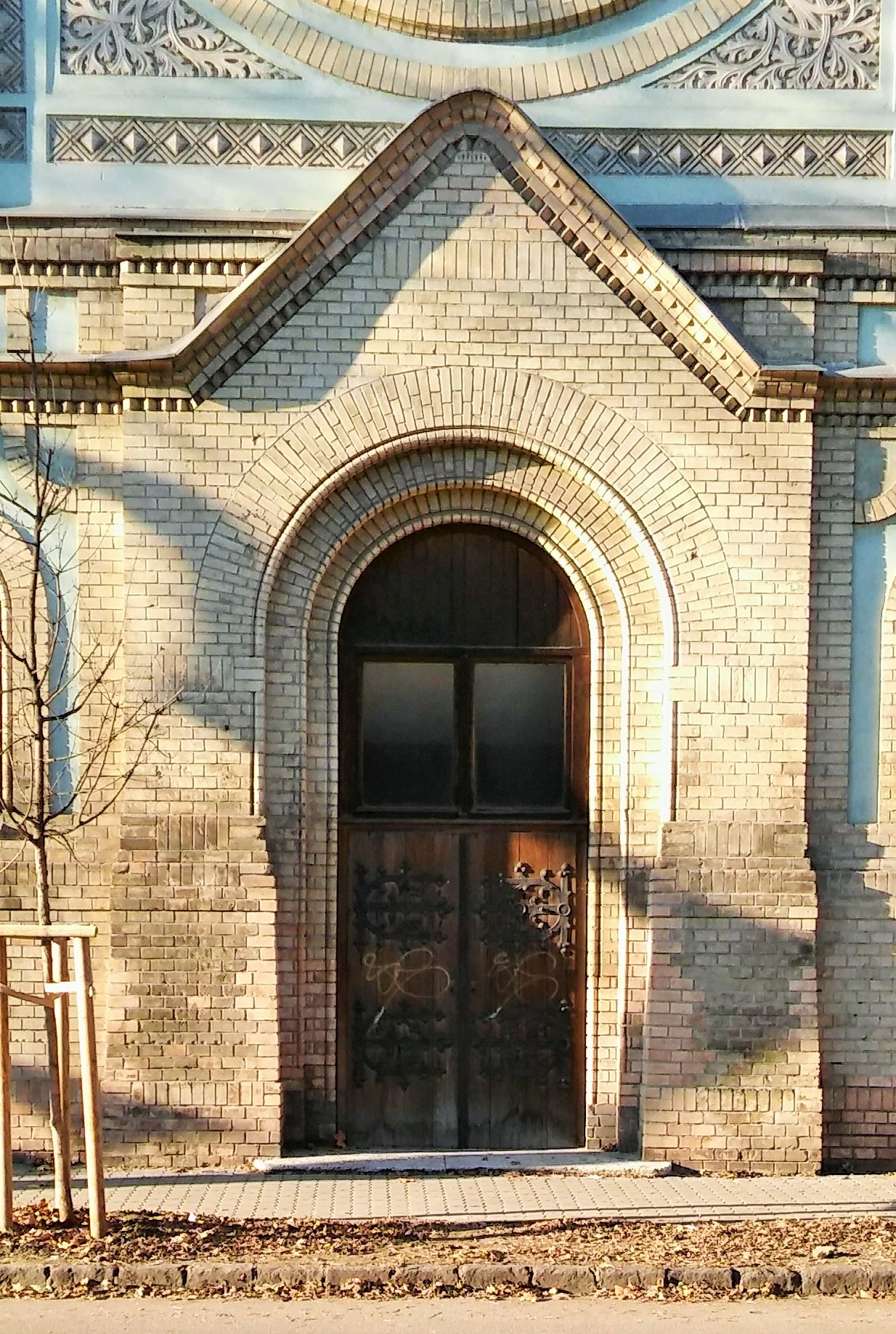
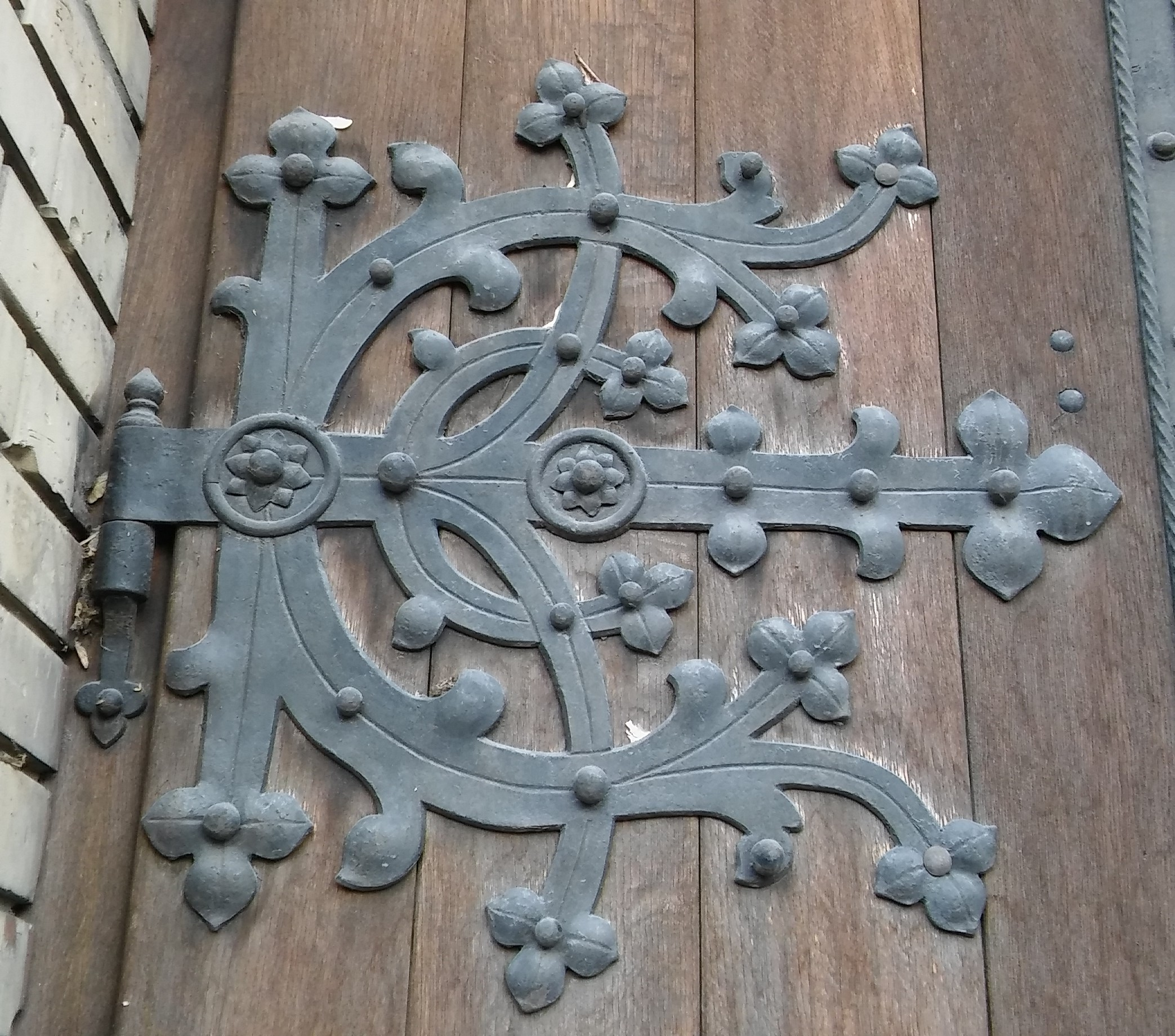
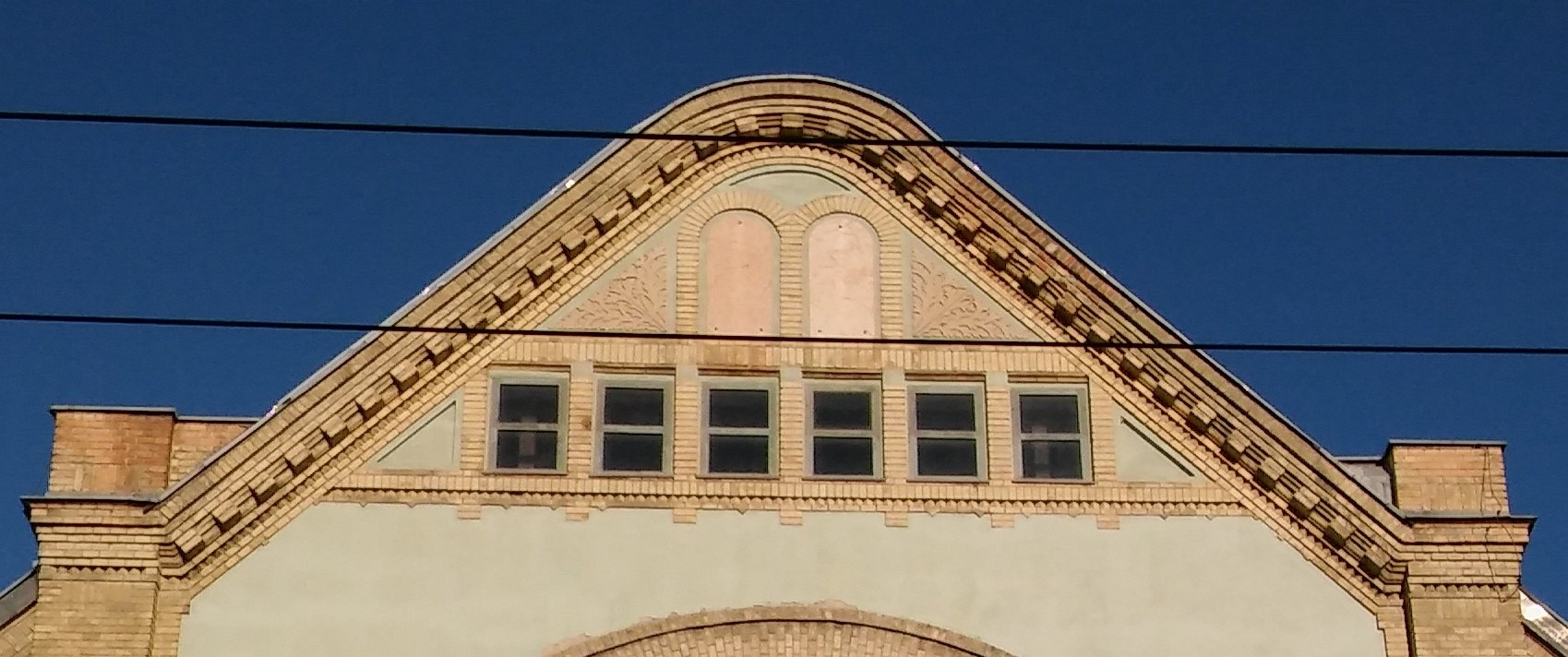
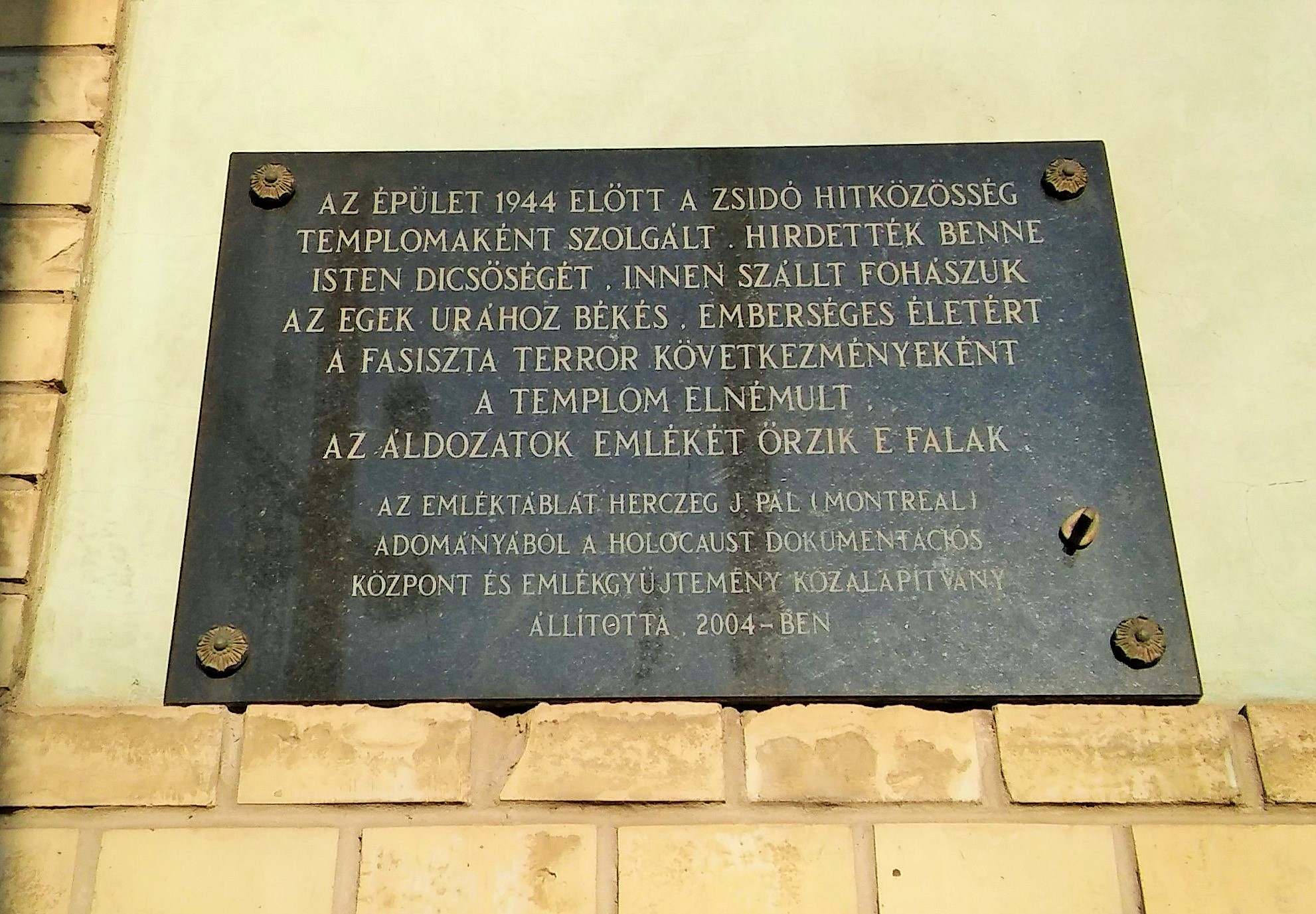
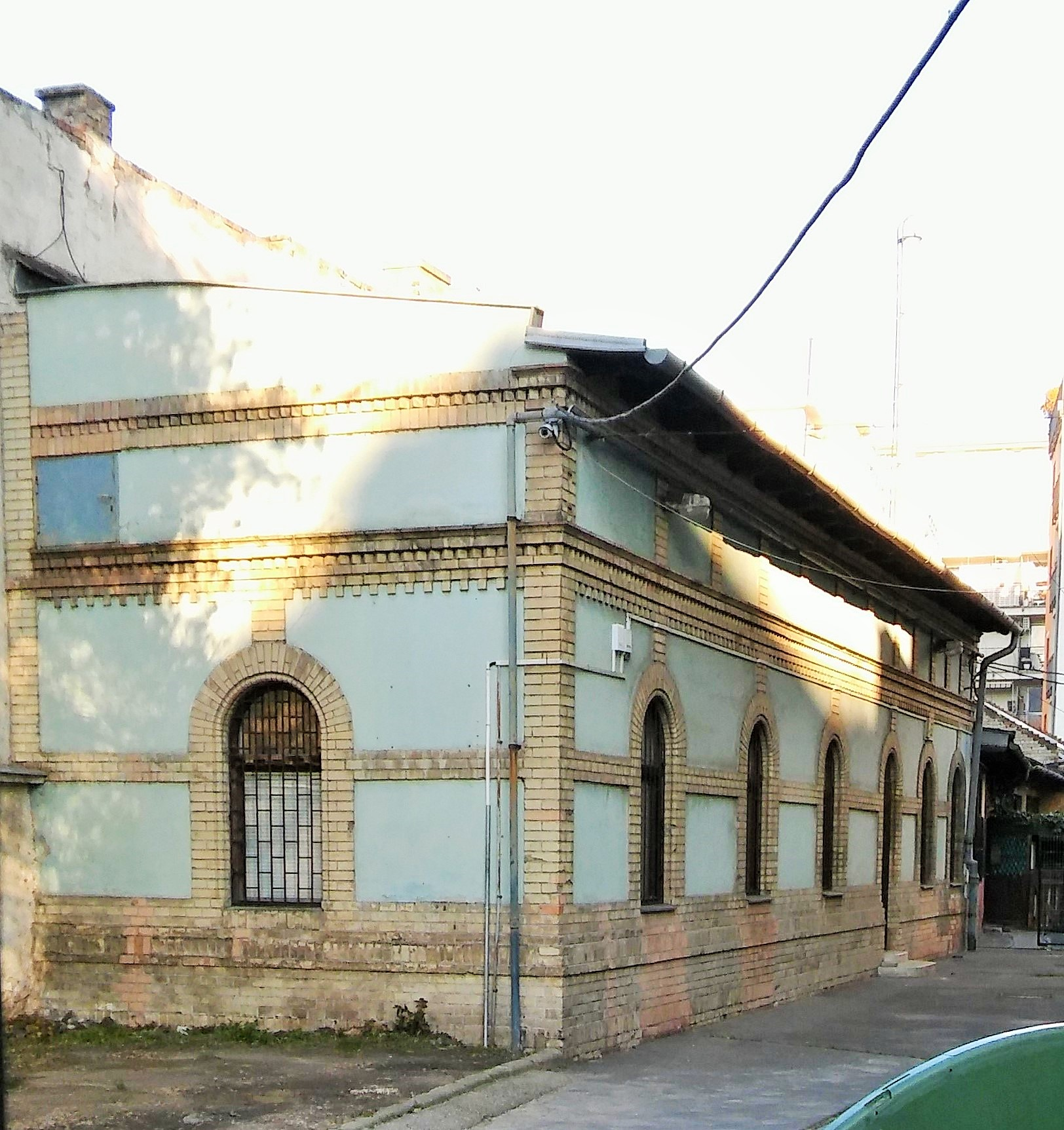

## Video
- Video về hội đường